# Louis Wibratte
Louis Wibratte (8 septembre 1877 à Bourg-en-Bresse - 31 août 1954 à Paris) est un ingénieur et banquier français.

## Biographie
Élève de l'École polytechnique et de l'École des ponts et chaussées, il devient ingénieur des ponts et chaussées en 1903, ingénieur aux Chemins de fer de l'État, puis ingénieur-conseil de la Compagnie du chemin de fer du Chili et de la Brazil Railway Company (pt), dont il devient président.
Chef de bataillon du Génie détaché au Ministère des Travaux publics lors de la Première Guerre mondiale, il est mobilisé comme colonel en 1939.
Appelé comme directeur de la Banque de Paris et des Pays-Bas en 1920, il en devient administrateur en 1939 et président de 1945 à 1949.
Il est également administrateur de la Compagnie des chemins de fer du Maroc, de la Compagnie du chemin de fer franco-éthiopien, de la Caisse foncière de Crédit, de l'Union industrielle de Crédit (UIC), de la Compagnie générale de la télégraphie sans fil (CSF) et de la Compagnie Radio France.

## Sources
1. ↑  Acte de décès (avec date et lieu de naissance) à Paris 8e, n° 566, vue 28/31.

- Louis Wibratte: 1877-1954, S.l. : éd. Proba, 1955 (brochure)
- Cassis Youssef, François Crouzet et T. Terence Richard Gourvish, Management and Business in Britain and France: The Age of the Corporate Economy, 1850-1990, 1995